# Hradiště (okres Rokycany)
Hradiště (katastrální území Hradiště nad Berounkou, německy Hradischt) je obec v okrese Rokycany v Plzeňském kraji. Leží na návrší nad pravým břehem řeky Berounky zhruba dvanáct kilometrů severozápadně od Zbiroha a šestnáct kilometrů jižně od Rakovníka. Žije v ní 46 obyvatel.

## Historie
Vesnice stojí v místech, kde se nacházelo raně středověké hradiště. Ještě starší osídlení z mladší doby laténské dokládají nálezy skleněných korálků a keltských mincí. Pozůstatky opevnění byly rozebrány na konci osmnáctého a během devatenáctého století. V prostoru hradiště nalezli roku 1833 Matyáš Kalina a Václav Krolmus množství keramických střepů, které uložili ve sbírkách na zámku ve Zvíkovci. Přestože se sbírka ztratila, předpokládá se, že pocházely z raného nebo vrcholného středověku.
První písemná zmínka o vesnici (Hradisscye) pochází z roku 1318.

## Obyvatelstvo
V roce 2012 zde žilo 29 obyvatel (v roce 2008 jich bylo 24), čímž se Hradiště, podobně jako sousední Čilá, řadí mezi nejmenší obce v Česku co do počtu obyvatel.
| Rok            | 1869 | 1880 | 1890 | 1900 | 1910 | 1921 | 1930 | 1950 | 1961 | 1970 | 1980 | 1991 | 2001 | 2011 | 2021 |
| -------------- | ---- | ---- | ---- | ---- | ---- | ---- | ---- | ---- | ---- | ---- | ---- | ---- | ---- | ---- | ---- |
| Počet obyvatel | 179  | 156  | 148  | 162  | 189  | 167  | 143  | 103  | 82   | 67   | 39   | 41   | 29   | 28   | 31   |
| Počet domů     | 23   | 28   | 30   | 31   | 31   | 31   | 30   | 32   | 23   | 22   | 18   | 29   | 29   | 30   | 29   |

## Obecní správa
Mezi lety 1869–1950 Hradiště byla obcí v okrese Hořovice (1869–1890) a později v okrese Rokycany. V letech 1961–1990 patřila jako část obce k Podmoklům a od 24. listopadu 1990 je opět samostatnou obcí. V letech 1869–1930 k obci patřila Čilá.

### Obecní symboly
Znak a vlajka byly obci uděleny rozhodnutím předsedy Poslanecké sněmovny Parlamentu České republiky dne 11. července 2019.

## Pamětihodnosti
- Kaplička na návsi, pozdně barokní, z první poloviny 19. století
- V katastru obce se nachází nejsevernější bod okresu Rokycany (49°58′3″ s. š., 13°43′28″ v. d.). Toto místo leží uprostřed řeky Berounky tři čtvrtě kilometru severovýchodně od Hradiště. Na souši jde o přilehlý pravý břeh řeky, asi 30 metrů před ústím potůčku.